# 島津忠彦
島津 忠彦（しまづ ただひこ、1899年（明治32年）8月30日 - 1980年（昭和55年）5月12日）は、昭和期の日本の実業家、政治家、華族（男爵）。貴族院男爵議員、参議院議員（2期）。重富島津家第8代当主（越前島津家第23代当主）。

## 経歴
鹿児島県鹿児島市清水町出身。男爵・島津壮之助の長男として生まれる。父の死去に伴い、1925年（大正14年）4月15日、男爵を襲爵した。
鹿児島県立第二鹿児島中学校 (旧制) を経て、1923年（大正12年）成蹊実業専門学校本科を卒業。三菱銀行に勤務（約10年間）。以後、三和電機社長、鈴木商店代表者、鹿児島製紙興業社長などを務めた。
1939年（昭和14年）7月10日、貴族院男爵議員に選出され、公正会に所属して活動し1947年（昭和22年）5月2日の貴族院廃止まで在任。大蔵省委員も務めた。
戦後、1947年4月、第1回参議院議員通常選挙に鹿児島地方区に出馬して当選し（任期3年）、第2回通常選挙でも再選された。その後、自由民主党に所属し、参議院電気通信委員長を務めた。その他、帝都高速度交通営団理事、阪神高速道路公団監事を務めた。
1949年（昭和24年）6月2日、鹿児島市に昭和天皇の戦後巡幸が行われた際には、島津忠承とともに夫妻で拝謁する機会を得た。
1969年（昭和44年）秋の叙勲で勲二等旭日重光章（勲四等からの昇叙）。

## 親族
- 祖父 島津珍彦[2] - 侍従、貴族院男爵議員、教育行政家
- 母 島津鶴（島津忠欽四女）[2]
- 先妻 績子（ことこ、甘露寺受長長女、離縁）[2]
- 後妻 凛（りん、久保田潤一郎二女）[2]
- 弟 加藤久幹（子爵加藤克明婿養子）[2] - 洋画家
- 養子・島津晴久（旧姓・丸山、忠彦の妹の夫の甥） - 越前島津家第24代当主、学芸員・博物館行政家（千葉県教育委員会職員等）[4]